# Alejandro de Bacardi y Janer
Alejandro de Bacardi y Janer (1815-1905) fue un jurisconsulto y escritor español, nacido en Barcelona.

## Biografía
Nacido en Barcelona en 16 de septiembre de 1815, estudió la carrera de Derecho en la universidad de Cervera y fue individuo de la  Academia de Jurisprudencia y Legislación de Barcelona, jefe honorario de la administración civil y abogado de los tribunales del Reino y del ilustre Colegio de Barcelona.
Como escritor dejó varias obras de legislación civil y de legislación militar, de las que se realizaron varias ediciones, las únicas en este género que se habían publicado en España. Falleció en 1905.

## Obras
- Nuevo Colon, ó sea tratado del derecho militar de España y sus Indias, Barcelona, 1848, 3 vols. 8º mayor.
- Apéndice al Nuevo Colon, Barcelona, 1858, un vol. en 8º.
- Tratado de legislación o exposición de las leyes generales, Barcelona, 1836-37, 5 tomos.
- Tratado de derecho mercantil de España, Barcelona, 1840, 2 vols., en 4º.
- Diccionario de derecho marítimo de España, Barcelona, N.Ramírez, 1861, 1 vol. en 4º.
- Manual de derecho civil vigente en España, Barcelona, N. Ramírez, 1864-69, 2 tomos en 4º.
- Cuerpo del derecho civil, ó sea Instituciones de Justiniano, Digesto o Pandectas, código y Novelas vertido al castellano, 2 tomos
- Diccionario de legislación militar, Barcelona, sucesores de Ramírez, 1885, 4 tomos, en 4º.
- Otras